# Zürichsee–Gotthardbahn
| Seedamm mit Zug der Zürichsee-Gotthardbahn |                                      |                                      |                                      |
| Streckennummer (BAV): | 671 (Rapperswil SG–Pfäffikon SZ Ost) |                                      |                                      |
| Fahrplanfeld: | 671                                  |                                      |                                      |
| Streckenlänge: | 3.510 km                             |                                      |                                      |
| Spurweite: | 1435 mm (Normalspur)                 |                                      |                                      |
| Streckenklasse: | D4                                   |                                      |                                      |
| Stromsystem: | 15 kV 16,7 Hz ~                      |                                      |                                      |
| Maximale Neigung: | 8 ‰                                  |                                      |                                      |
| Streckengeschwindigkeit: | 100 km/h                             |                                      |                                      |
| Zweigleisigkeit: | Pfäffikon SZ Nord–Pfäffikon SZ       |                                      |                                      |
| |                                      |                                      |                                      |
| \| \| \| von Zürich über Uster und von Uznach \| \| \| \| \| von Zürich über Meilen \| \| \| \| 0.02 \| Rapperswil SG Anfangspunkt S 40 \| 409 m ü. M. \| \| \| 0,39 \| Rapperswiler Brücke (115 m) \| Rapperswiler Brücke (115 m) \| \| \| 0.86 \| Kantonsgrenze St. Gallen-Schwyz \| Kantonsgrenze St. Gallen-Schwyz \| \| \| 0.94 \| Hurdner Brücke (99 m) \| Hurdner Brücke (99 m) \| \| \| 1.74 \| Hurden \| 408 m ü. M. \| \| \| 2.07 \| Pfäffikon SZ Nord \| 410 m ü. M. \| \| \| 2.66 \| Kanalbrücke (67/67 m) \| Kanalbrücke (67/67 m) \| \| \| \| von Ziegelbrücke \| \| \| \| 4.02 \| Pfäffikon SZ Endpunkt S 5 \| 412 m ü. M. \| \| \| \| nach Samstagern \| \| \| \| \| nach Zürich \| \| |                                      |                                      |                                      |
| Abzweig geradeaus und von rechts |                                      | von Zürich über Uster und von Uznach | von Zürich über Uster und von Uznach |
| Abzweig geradeaus und von rechts |                                      | von Zürich über Meilen               | von Zürich über Meilen               |
| Bahnhof | 0.02                                 | Rapperswil SG Anfangspunkt S 40      | 409 m ü. M.                          |
| Brücke | 0,39                                 | Rapperswiler Brücke (115 m)          | Rapperswiler Brücke (115 m)          |
| Grenze | 0.86                                 | Kantonsgrenze St. Gallen-Schwyz      | Kantonsgrenze St. Gallen-Schwyz      |
| Brücke | 0.94                                 | Hurdner Brücke (99 m)                | Hurdner Brücke (99 m)                |
| Haltepunkt / Haltestelle | 1.74                                 | Hurden                               | 408 m ü. M.                          |
| Dienststation / Betriebs- oder Güterbahnhof | 2.07                                 | Pfäffikon SZ Nord                    | 410 m ü. M.                          |
| Brücke | 2.66                                 | Kanalbrücke (67/67 m)                | Kanalbrücke (67/67 m)                |
| Abzweig geradeaus und von links |                                      | von Ziegelbrücke                     | von Ziegelbrücke                     |
| Bahnhof | 4.02                                 | Pfäffikon SZ Endpunkt S 5            | 412 m ü. M.                          |
| Abzweig geradeaus und nach links |                                      | nach Samstagern                      | nach Samstagern                      |
| Strecke |                                      | nach Zürich                          | nach Zürich                          |

Die Zürichsee–Gotthardbahn (ZGB) war eine Bahngesellschaft in der Schweiz.

## Geschichte

### Zürichsee–Gotthardbahn
Die in eidgenössischen Statistiken als Rapperswil–Pfäffikon erscheinende Gesellschaft eröffnete am 27. August 1878 den Betrieb der Eisenbahnstrecke über den neu gebauten Seedamm von Rapperswil nach Pfäffikon. Das ambitionierte Ziel der Aktiengesellschaft war der Bau einer Bahnverbindung von der Ostschweiz zur damals noch im Bau befindlichen Gotthardbahn (GB) und weiter dem Vierwaldstättersee entlang über Vitznau und Küssnacht nach Rotkreuz. Allein 1879 wurden über 160'000 Franken in Planungen einer projektierten Verlängerung Pfäffikon–Brunnen SZ investiert.

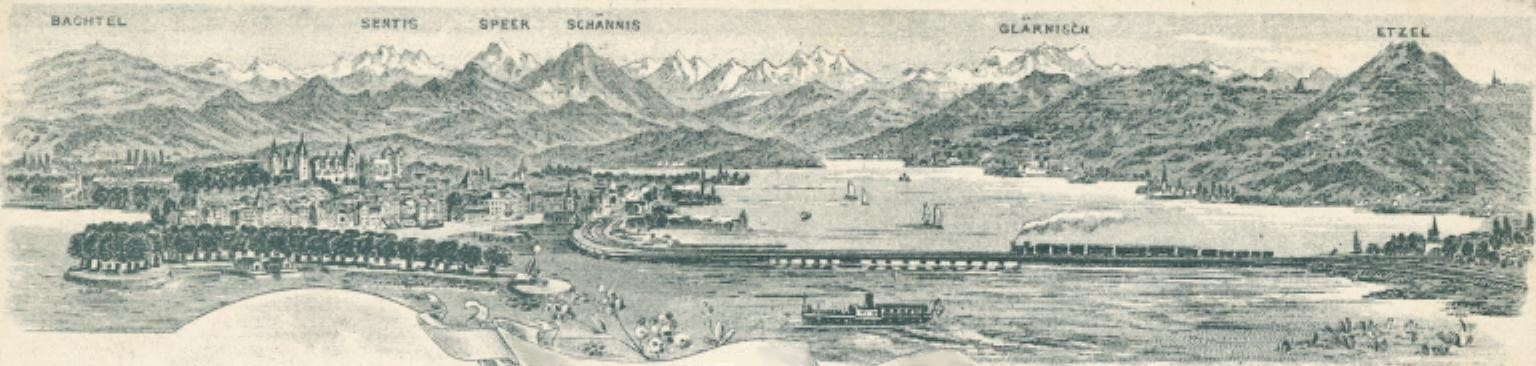
Dampfzug auf dem Seedamm, links Rapperswil, im Hintergrund Bergpanorama

An den Kosten des Dammbaus, der neben dem Schienentrasse auch Strasse und einen Fussweg umfasste, beteiligte sich der Bund mit 100'000 Franken. Neben dem Betrieb und Unterhalt der Bahnlinie war die ZGB auch für den Unterhalt der Strasse auf dem Seedamm verantwortlich. Um auf weitere Investitionen in Rollmaterial und Betriebsanlagen verzichten zu können, übertrug die ZGB den Betrieb den Vereinigten Schweizerbahnen (VSB), die in Rapperswil ein grosses Depot besassen. Der stets defizitäre Betrieb beschränkte sich auf die Strecke Rapperswil–Pfäffikon, wo die ZGB den Anschluss an die linksufrige Zürichseebahn herstellte.

### Südostbahn
Obwohl die Gesellschaft eine Konzession für den Bau einer Verbindung zur Gotthardbahn besass, wurden keine namhaften Anstrengungen unternommen, dieses Ziel zu erreichen. Als sich ein anderes Initiativkomitee um eine Konzession Pfäffikon–Brunnen oder –Arth-Goldau bemühte, verkaufte die ZGB diesem die bereits erstellten Terrainaufnahmen. Schliesslich unterzeichneten am 12. August 1889 die bestehenden Initiativkomitees, die Wädenswil-Einsiedeln-Bahn und die ZGB einen Fusionsvertrag, um die Südostbahn (SOB) zu gründen. Auf den 1. Januar 1890 nahm die SOB den Betrieb auf, und am 5. August 1891 endete der Betrieb der Strecke Rapperswil–Pfäffikon durch die VSB. Beim Kauf der ZGB durch die SOB wurden nahezu 90 Prozent des Aktienkapitals und 25 Prozent der festen Anleihen abgeschrieben.
Die Südostbahn, zu der die Strecke Rapperswil–Pfäffikon nun gehörte, eröffnete am 8. August 1891 die Strecke Pfäffikon–Samstagern, über die Rapperswil Anschluss an die Gotthardbahn gefunden hatte. Am 15. Mai 1939 nahm die SOB den elektrischen Betrieb auf. Seit dem 6. Juni 2004 entlastet die Doppelspur Pfäffikon Nord–Pfäffikon die dicht befahrene Strecke über den Seedamm. S-Bahn-Leistungen der SBB werden heute im Netzzugang über die Strecke der SOB gefahren.

## Betrieb
Über den Seedamm verkehren stündlich fünf Züge in jede Richtung:
- ein VAE Voralpen-Express St. Gallen – Rapperswil – Arth-Goldau – Luzern der SOB
- zwei S 5 Zug – Affoltern a. A. – Zürich HB – Uster – Pfäffikon SZ der SBB
- zwei S 40 Rapperswil – Pfäffikon SZ – Einsiedeln   der SOB

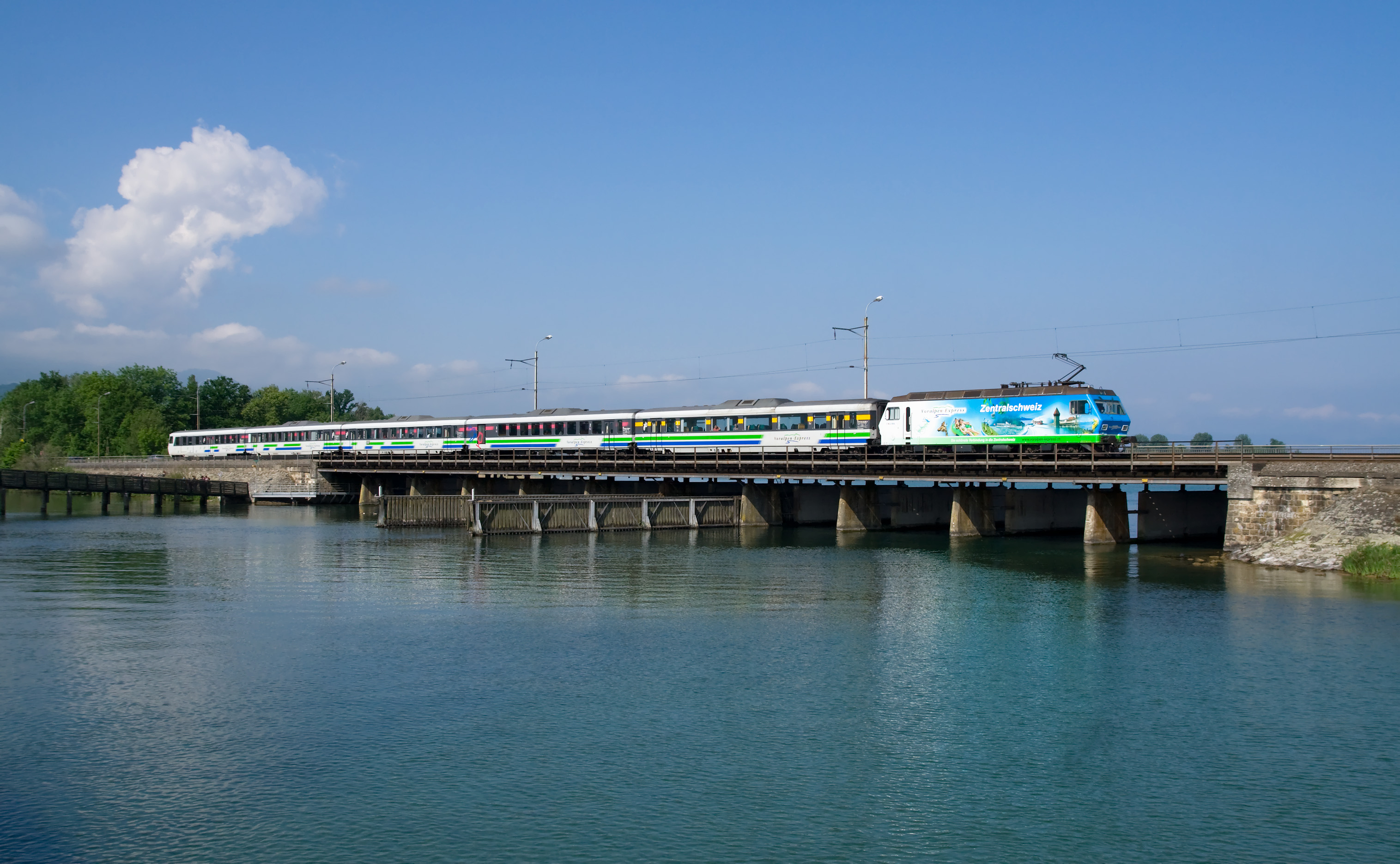
Voralpen-Express der SOB, bespannt mit einer Re 456 (über Hurdner Brücke)
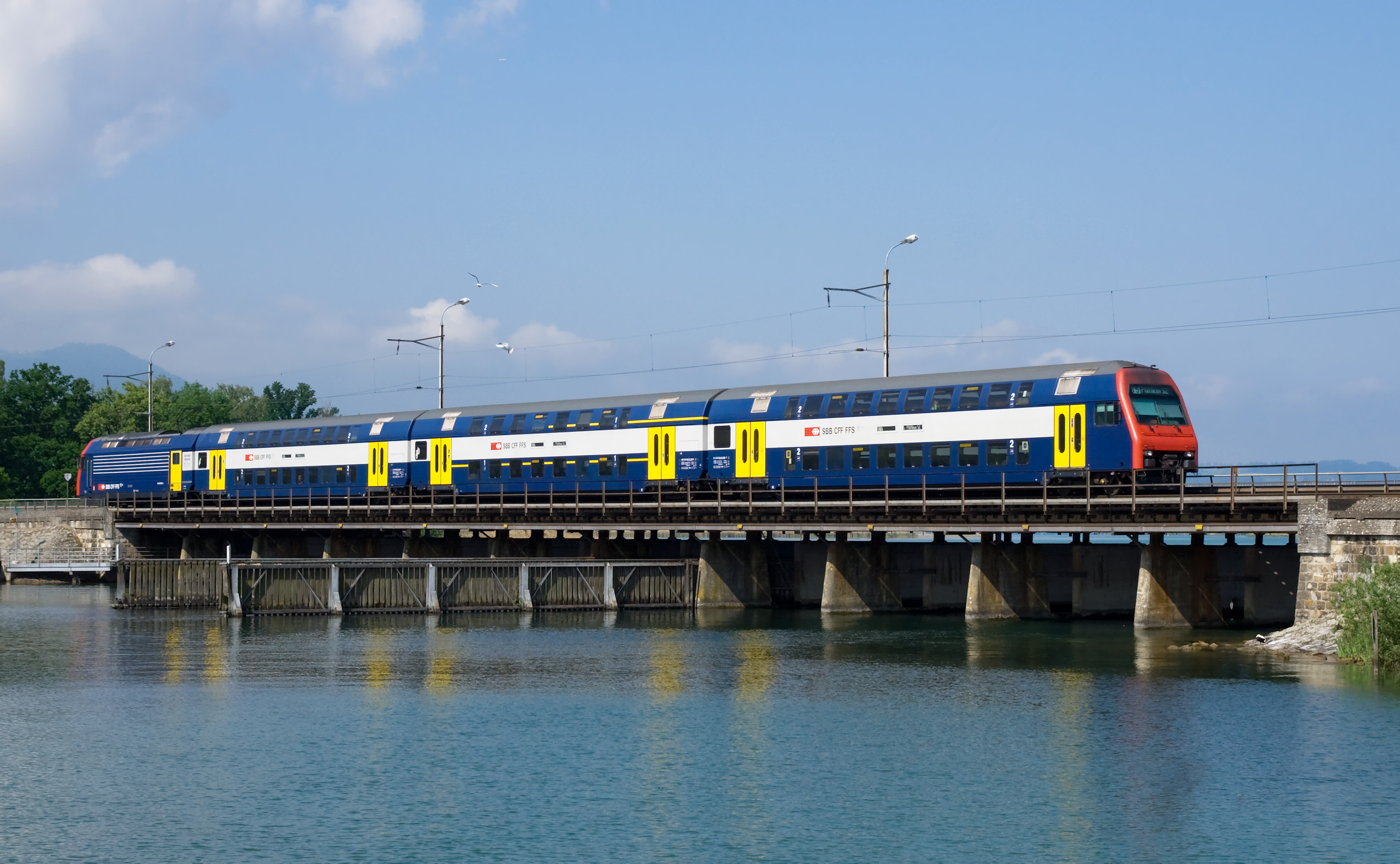
Re 450-Doppelstock-Pendelzug der SBB als S5 (über Hurdner Brücke)
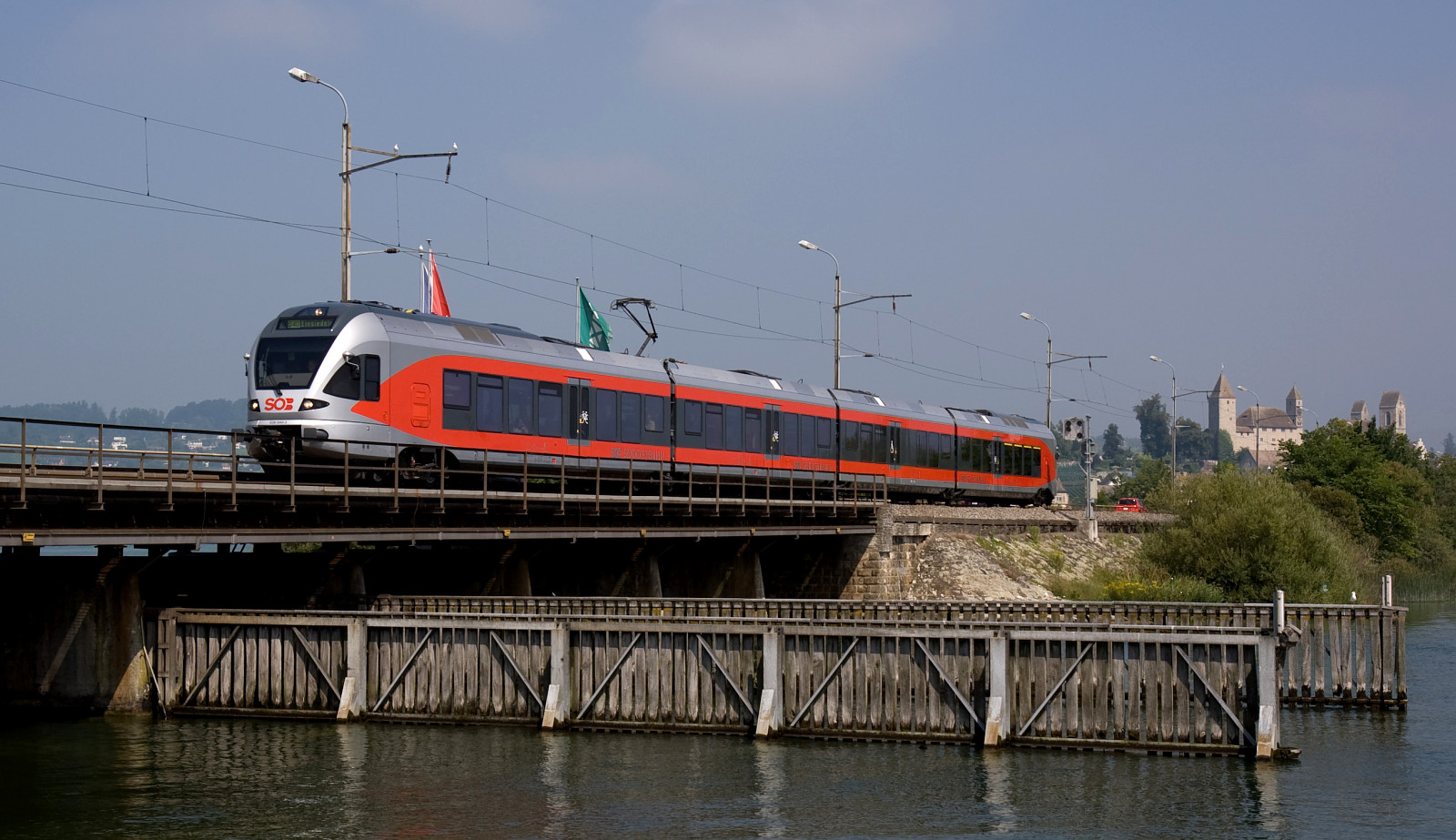
S40 Rapperswil–Einsiedeln mit Flirt der Südostbahn (über Hurdner Brücke)
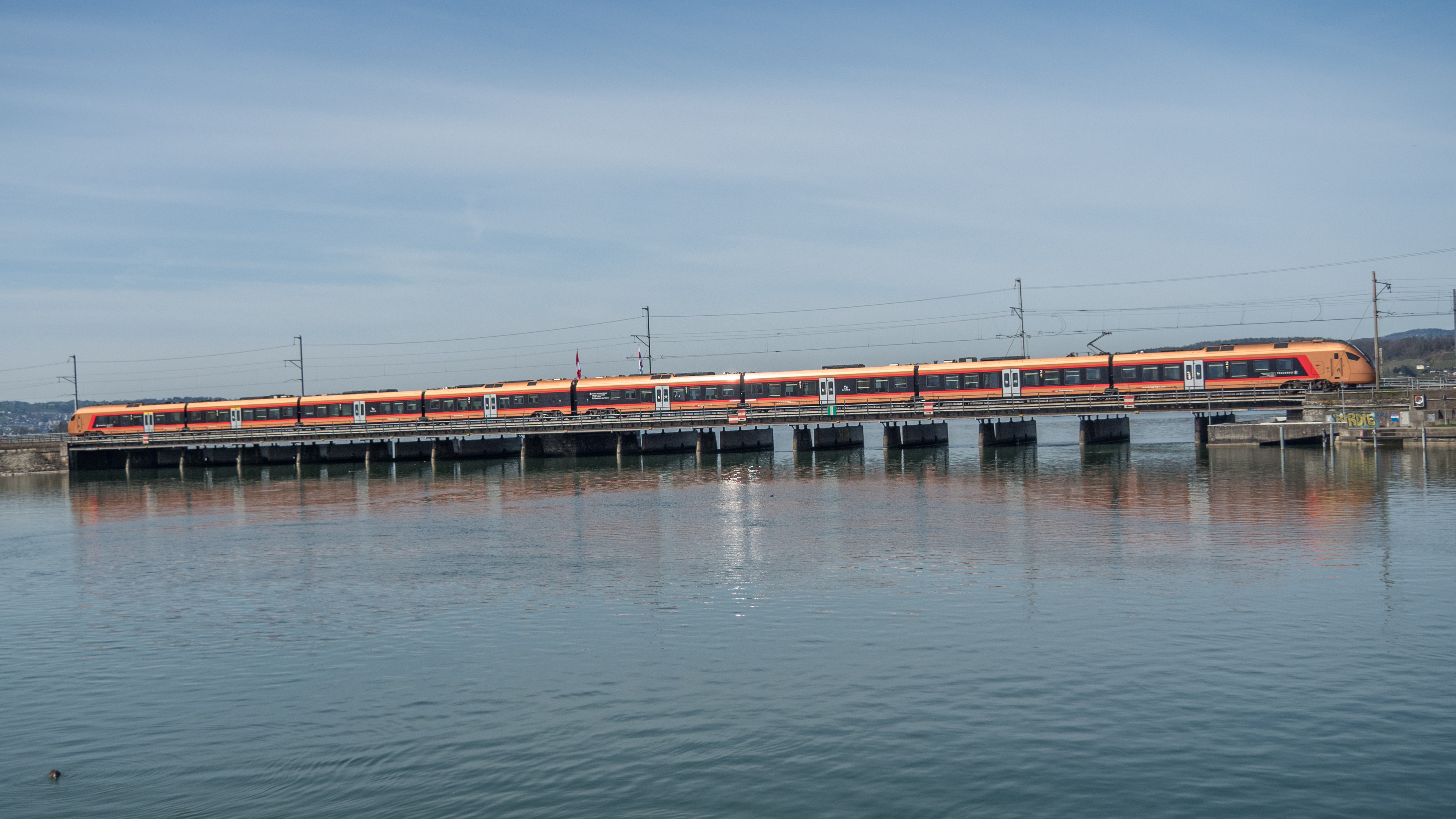
Voralpen-Express der SOB mit Traverso (über Rapperswiler Brücke)

Die SBB-Züge der S5 befahren die SOB-Strecke über den Seedamm im Netzzugang, wobei die SOB-Station Hurden nur im Nachtnetz von den SBB bedient wird.